# 哥多度·迪奧利韋拉
哥多度·迪奧利韋拉（Clodoaldo de Oliveira，1974年3月19日—），生於巴西埃内斯蒂娜南里奧格蘭德州，已退役巴西足球運動員，司職進攻中場。

## 外部連結
- Profile（页面存档备份，存于） at HKFA.com
- Profile at HVAACLUB.com
- （葡萄牙文） Profile at clubeesportivo.com
- （葡萄牙文） CBF[永久]